# Pinacopteryx
Pinacopteryx es un género  de mariposas de la familia Pieridae. Su única especie:  Pinacopteryx eriphia, se encuentra en África.

## Descripción
Tiene una envergadura de alas de  40–55 mm los machos y 42–47 mm las hembras. Su periodo de vuelo se prolonga todo el año.
Las larvas se alimentan de Maeris cafra, Boscia spp., Capparis oleoides, y Maerua triphylla.

## Subespecies
- P. e. eriphia (Godart, [1819]) (South Africa, Rhodesia, Botsuana, Mozambique, Malawi, southern Tanzania)
- P. e. mabillei (Aurivillius, [1898]) (Madagascar)
- P. e. melanarge (Butler, 1886) (southern Sudan, southern Ethiopia, central Ethiopia, Somalia, Kenya, northern Uganda, northern Tanzania)
- P. e. tritogenia (Klug, 1829) (Mauritania to Senegal, Upper Volta, Niger, Chad, Sudan, northern Ethiopia, Arabia)
- P. e. wittei Berger, 1940 (western Uganda, north-eastern Zaire)